# Cadillac XT4
Cadillac XT4 — компактним люксовим кросовером, що виробляє концерн General Motors і продає під брендом Cadillac з 2018 року. Він розташований нижче XT5, і має серед своїх конкурентів Alfa Romeo Stelvio, Audi Q5, BMW X3, Jaguar F-Pace, Land Rover Discovery Sport, Lexus NX, Mercedes-Benz GLC-Клас, Porsche Macan та Volvo XC60.

## Опис

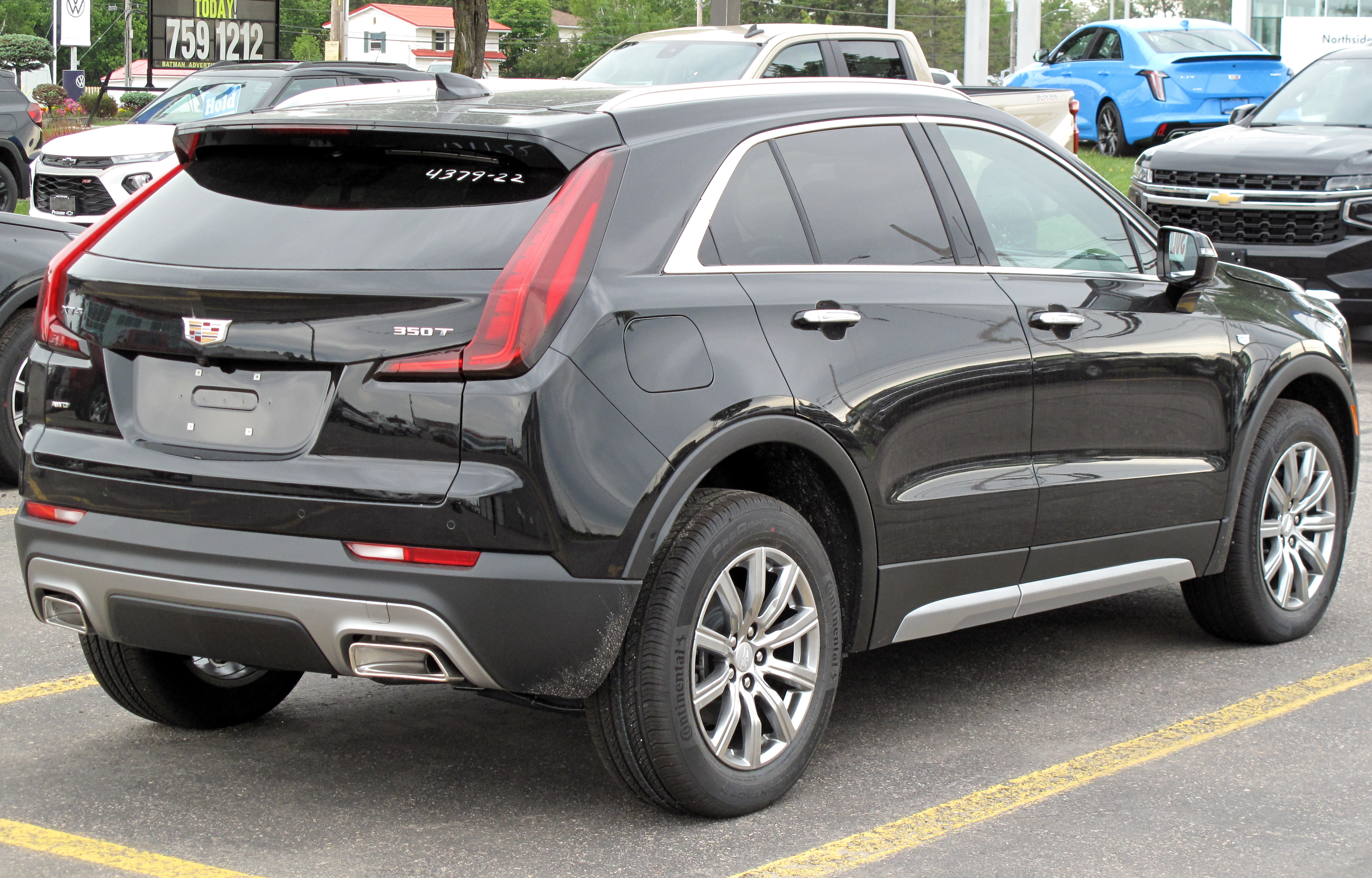

Автомобіль збудовано на платформі E2XX.

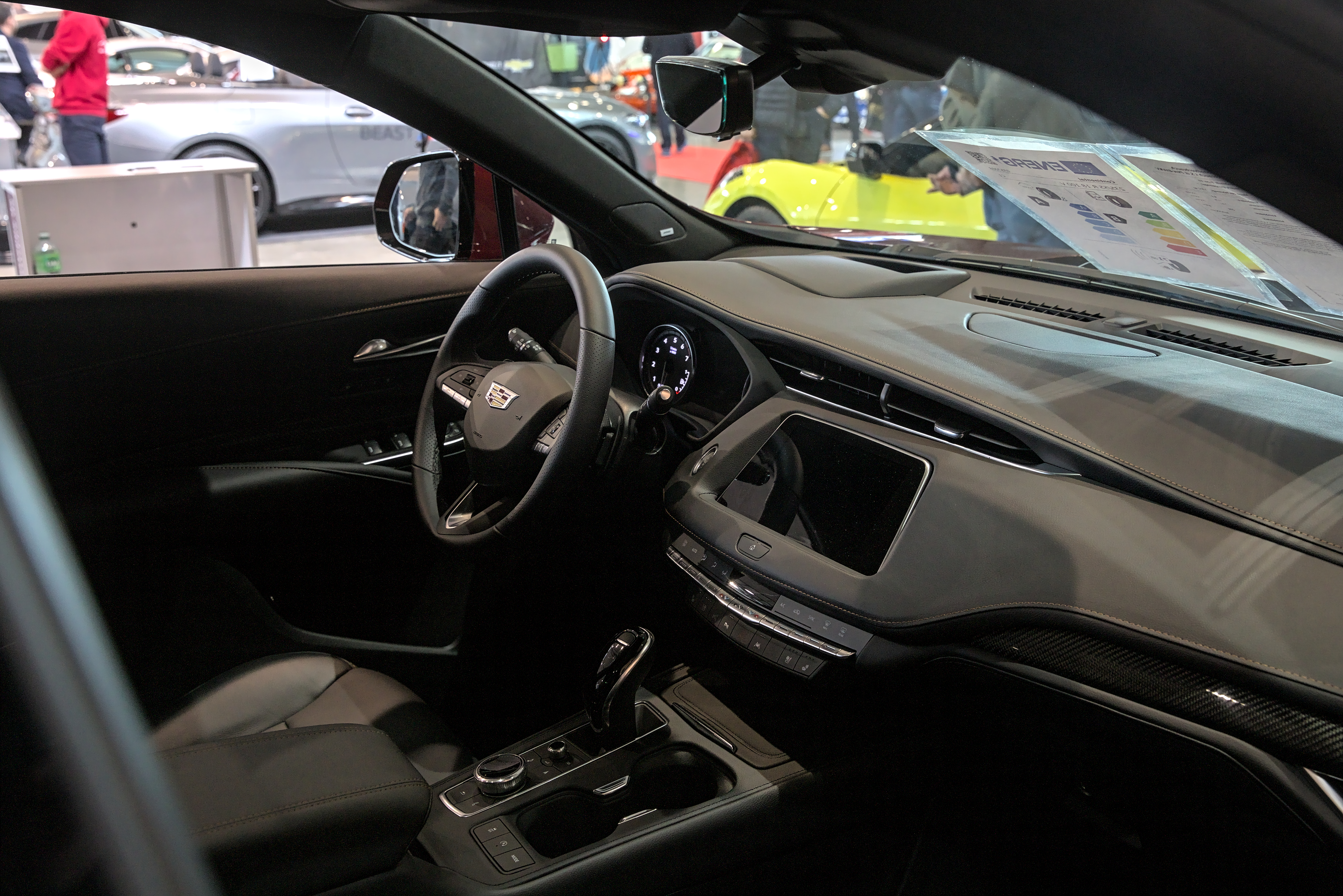

Серед інших особливостей варто виділити сім варіантів налаштування інтер'єру та нову систему електрогідравлічного гальмування, що є першою моделлю фірми, яка її використовує. Ця модель є першим компактним позашляховиком американської фірми і третім, який застосував нову номенклатуру фірми, після CT6 та XT5.
Ця модель дебютувала в Нью-Йорку міжнародному автосалоні в січні 2018 року.
Для приходу в Європу у 2019 році спочатку доступний двигун на 2,0 літра і 4 циліндри, що розвиває потужність 240 к.с., що супроводжується системою, також відомою як TriPower 3, що складається з селективного відключення двох циліндрів, поєднаних з дев'ятишвидкісним автоматом.
У 2021 році Cadillac XT4 отримав стандартні функції Apple CarPlay та Android Auto, а також двері багажника з електроприводом. Об'єм вантажного відсіку автомобіля дорівнює 657 л з вертикальними задніми сидіннями та 1485 л зі складеним заднім рядом. 
Cadillac XT4 2023 року отримав стандартний контроль сліпих зон, попередження про перехресний рух ззаду та попередження про зміну смуги руху. 
Він виготовляється на заводі General Motors у Ферфакс, штат Канзас.

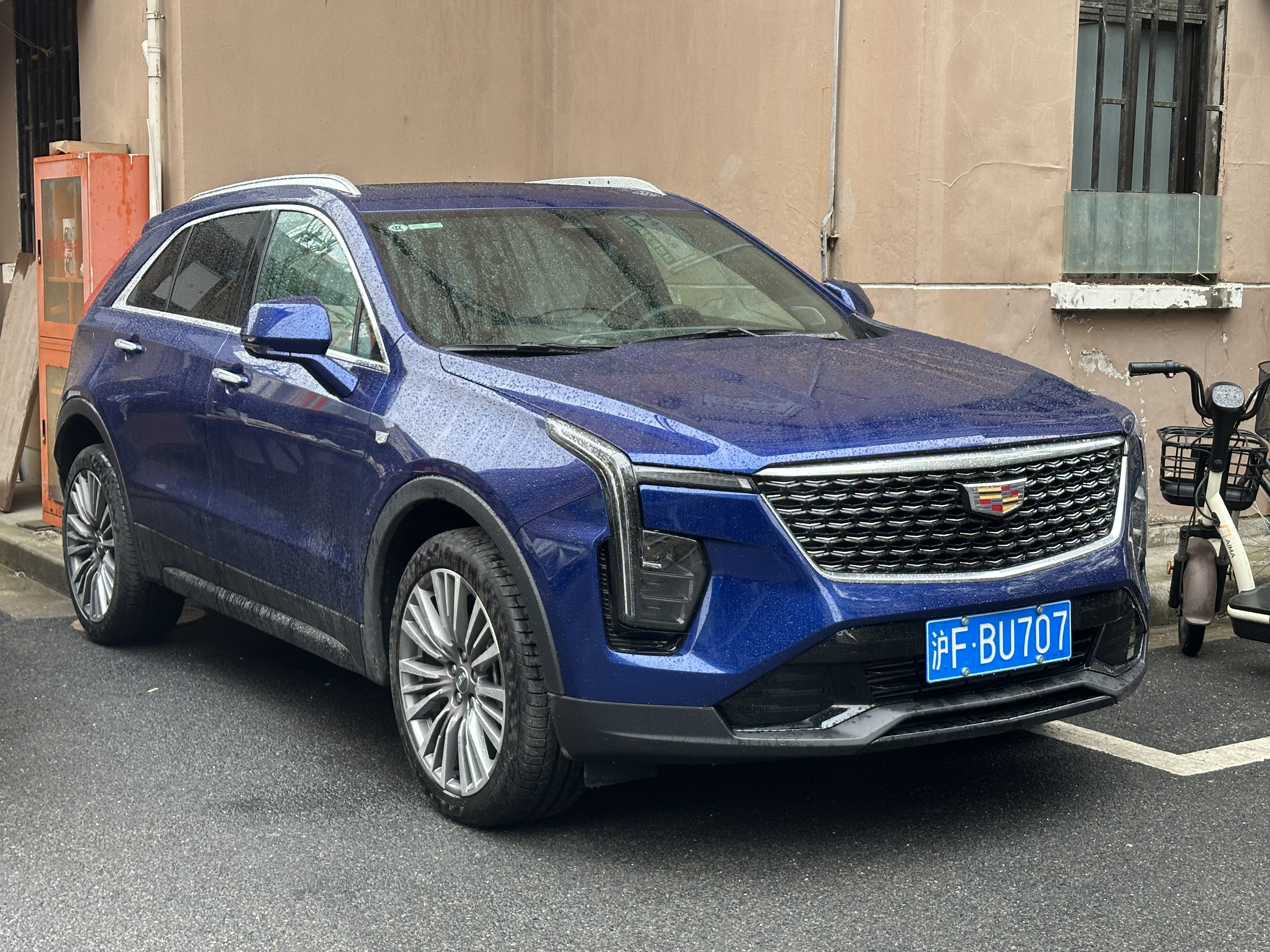
Cadillac XT4 (з 2023)

XT4 був оновлений у 2023 році для 2024 модельного року, отримав оновлену передню частину та оновлення інтер’єру, включаючи 33-дюймовий вигнутий світлодіодний сенсорний дисплей, додаткову стереосистему AKG із 13 динаміками та оновлення точки доступу Wi-Fi до 5G.
XT4 буде знятий з продажу в США після 2025 модельного року.

## Двигун
- 2.0 L LSY I4 turbo 240 к.с. 350 Нм

## Продажі
| рік  | США    | Китай  |
| ---- | ------ | ------ |
| 2018 | 7,785  | 13,822 |
| 2019 | 31,987 | 47,054 |